# Lenguas Gela-Guadalcanal
La familia de lenguas de Gela-Guadalcanal es un subgrupo de las lenguas salomonenses sudorientales habladas en Guadalcanal, varias islas del norte y parte de la isla de Santa Isabel.

## Clasificación
Gela-Guadalcanal
Bughotu
Gela
Gela
Lengo
Guadalcanal
Ghari
Talise
Malango
Birao

## Comparación léxica
Los numerales en diferentes lenguas gela-guadalcanal:
| GLOSA | Birao    | Bughotu | Gela     | Lengo    | PROTO-GELA GUADALCANAL |
| ----- | -------- | ------- | -------- | -------- | ---------------------- |
| '1'   | ʧikai    | sikei   | keha     | sɑkɑi    | *ʧe-kai                |
| '2'   | ruka     | rua     | rua      | rukɑ     | *ru(k)a                |
| '3'   | tolu     | tolu    | tolu     | tolu     | *tolu                  |
| '4'   | vati     | vati    | vati     | vɑti     | *vati                  |
| '5'   | lima     | lima    | lima     | limɑ     | *lima                  |
| '6'   | ono      | ono     | ono      | ono      | *ono                   |
| '7'   | vitu     | vitu    | vitu     | vitu     | *vitu                  |
| '8'   | alu      | alu     | alu      | ɑlu      | *alu                   |
| '9'   | siu      | hia     | hiua     | ðiuɑ     | *siwa                  |
| '10'  | saŋavulu | salaɣe  | haŋavulu | ðɑŋɑvulu | *saŋavulu              |